# Yo creo que...
Yo creo que... es una película española de 1975, dirigida por Antonio Artero.

## Sinopsis
En palabras de su autor, el film es un intento de desenmascarar tanto el esqueleto como las trampas del cine.

## Reparto
- Juan Diego
- José Manuel Dorrell
- Concha Grégori
- Antonio del Real
- Félix Rotaeta
- Elsa Sierra
- Concha Velasco